# Jean Édouard Gabriel Narcisse Paris
Jean Édouard Gabriel Narcisse Paris (Saint-Contest, 8 de noviembre de 1827 - Dinard, 2 de mayo de 1911) fue un briólogo, y botánico francés.

## Algunas publicaciones

### Libros
- 1895. Index bryologicus sive enumeratio muscorum hucusque cognitorum adjunctis synonyma distributioneque geographica locupletissimis / quem conscripsit E. G. Paris Socius corresp. ; (Ex Actis Societatis Linnaeanae Burdigalensis) ; Pars II. Ed. Parisiis : Apud Paul Klincksieck, 52, rue des Écoles, 526 pp.

## Eponimia
Géneros
- (Orchidaceae) × Parisia J.M.H.Shaw[2]

Especies
- (Poaceae) Pennisetum parisii Trab.[3]
- (Saxifragaceae) Saxifraga parisii Pomel[4]